# Charles Collignon
Charles Henri Collignon (født 7. september 1877 i Paris) var en fransk fægter, som deltog i OL 1908 i London.

## Fægtekarriere
Collignon stillede op i kårde ved OL 1908. I den individuelle kårdekonkurrence nåede han til anden runde, inden han blev elimineret. I den individuelle konkurrence var alle tre podiepladser gået til Frankrig, der der var storfavoritter i holdturneringen, og holdet vandt (uden Collignon) 10-6 over Danmark i kvartfinalen, og i semifinalen (nu med Collignon på holdet) 11-4 over Storbritannien. Finalen mod Belgien blev en mere tæt affære, hvor franskmændene dog levede op til favoritværdigheden og vandt 9-7. I finalen stille franskmændene med de tre individuelle medaljevindere, Gaston Alibert, Alexandre Lippmann og Eugène Olivier suppleret med Bernard Gravier. De øvrige fægtere på holdet var H. Georges Berger og Jean Stern.
Ved OL 1924 i Paris medvirkede Collignon som dommer i kårdekonkurrencen.